# Erebia hyperapennina
Erebia hyperapennina är en fjärilsart som beskrevs av Turati 1919. Erebia hyperapennina ingår i släktet Erebia och familjen praktfjärilar. Inga underarter finns listade i Catalogue of Life.